# Дреба
Дреба (нем. Dreba) — община в Германии, в земле Тюрингия. 
Входит в состав района Заале-Орла. Подчиняется управлению Зеенплатте.  Население составляет 274 человека (на 31 декабря 2010 года). Занимает площадь 12,46 км².